# Кхама III
Кхама III (*бл. 1837 — 21 лютого 1923) — кгосі (володар) бамангвато-цвана в 1872—1873 і 1875—1923 роках. Повне ім'я Кхама Бойканьо а Секгома.

## Життєпис
Син кгосі Секгома I. Народився близько 1837 року в Машу. Замолоду очолював загони, що супроводжували білих мисливців, які сплачували кошти за право полювати. Вільного володів голландською мовою. З часом підпав під вплив християнських місіонерів. 1860 року разом з 5 молодшими братами був хрещений членами Лондонського місіонерського товариства.
Поступово належність до християнства призвела до конфлікту з батьком. До цього додався шлюб з лютеранкою Мма Бессі та відмова від багатоженства. Невдовзі почалося відкрите протистояння: батько і син декілька разів намагалися вбити один одного. 1866 року Секгома I було повалено братом Маченгом. Але того у 1872 році за підтримки Сечеле I, кгосі баквене, переміг Кхама. Проте вже 1873 року втратив владу на користь батька.
Лише 1875 року здобув остаточну перемогу. Розпочав реформи. Переніс столицю з Шошонгу до Серове. Спочатку скасував церемонію богвери (ініціації), Хама зберіг мефато (загони молодиків) як джерело безплатної робочої сили для різних економічних та релігійних цілей. Розпочав будівництво шкіл, водогонів, комор для харчів й зерна. Було відкрито перший коледж. активно впроваджував європейські технології, зокрема могому (плуг із каркасною плівкою) замість ручної мотики та вагони для транспортування.
Став союзником Великої Британії у протистоянні з бурськими республіками та державою Матабеле, оскільки їх загони постійно вдиралися на землі бамангвато. 1885 року Кхама III разом із кгосі Батоеном I і Сечеле I звернувся до Великої Британії з проханням про захист. Втім проти встановлення протекторату виступив Сесіль Родс, який вимагав відкрити ці землі для вільного використання приватними компаніями. Зрештою 31 березня за рішення британського уряду територія на південь від річки Молопо стала Колонією Бечуаналенд, територія на північ від річки — Протекторатом Бечуаналенд.
Він закріпив і розширив свої північні кордони з Матабеле і східні кордони з Республікою Трансвааль, щоб взяти під свій контроль золотоносний регіон Таті.
Водночас Родс не залишив спроб захопити землі бамангвато. Тоді 1895 року Кхама III вирушив до британської королеви Вікторії для отримання нових гарантій захисту від тиску Британської Південно-Африканської компанії Сесіла Родса. 1896 року вдалося домогтися бажаного.
Водночас Кхма III активно сприяв християнізації населення, його освіті, заборонив полігамію, вживання алкоголю та продаж худоби за межами власних володінь.
Помер 1923 року. Йому спадкував син Секгома II.